# Pierre Loison (homme politique)
Pour les articles homonymes, voir Pierre Loison et Loison (homonymie).
Pierre Loison, né le 25 mars 1902 dans le 2e arrondissement de Paris et mort le 2 mai 1975 à Clermont-Ferrand, est un homme politique français.

## Détail des fonctions et des mandats
Mandat parlementaire
- 7 novembre 1948 - 18 mai 1952 : Sénateur de Seine-et-Oise